# Streif
La Streif est une piste de ski alpin située à Kitzbühel dans les Alpes autrichiennes, dans le Tyrol, connue pour accueillir chaque année la descente des réputées Courses du Hahnenkamm (Hahnenkammrennen) et d'autres épreuves comptant pour la Coupe du monde de ski alpin.
Elle est considérée par les skieurs professionnels et par les amateurs comme la descente la plus difficile, la plus technique, la plus dangereuse mais surtout la plus prestigieuse au monde même si elle est moins rapide et moins longue que celle de Wengen ; sa technicité la distingue de Garmisch-Partenkirchen ou Val Gardena.

## La descente

### Présentation et caractéristiques
La Streif offre une descente vertigineuse, devenue mythique par les prestations et les exploits des grands champions qui l'ont remporté, à travers la montagne Hahnenkamm. Pirmin Zurbriggen fait partie des skieurs qui ont plusieurs fois répété qu'une victoire sur la Streif ou au Lauberhorn a davantage d'importance pour eux qu'un titre olympique ou mondial. Connue pour être le cauchemar des skieurs par son caractère impitoyable, elle a souvent été le théâtre de spectaculaires chutes, ne permettant aucune erreur de ski. Deux décennies après la première descente, un tiers des skieurs au départ n'étaient pas arrivés au bout : « Dans les autres descentes, on se chambre un peu, mais à Kitzbühel, le silence règne, on regarde tous nos skis, la tension est palpable », précise Luc Alphand. 100 000 spectateurs sont présents.
La course démarre à 1 665 m d'altitude pour s'achever, après un peu plus de 3 kilomètres de course, à 800 mètres d'altitude. Le départ se fait sur une pente à 85 %, le départ le plus raide de la Coupe du monde de ski, « c'est comme plonger dans le cratère d'un volcan en éruption » indique Didier Cuche. De nos jours, six secondes après le départ, les skieurs arrivent déjà à une centaine de km/h. La pente permet aux skieurs de se livrer à des sauts en aveugle dont la longueur dépasse les 70 mètres. La vitesse moyenne enregistrée lors des descentes disputées dans les années 2000 est de 105,73 km/h avec des pointes de vitesse atteintes dans la compression du Zielschuss à plus de 140 km/h. La vitesse moyenne était de 88,44 km/h dans les années 1960.
- longueur totale : 3312 m
- pente moyenne : 27 %
- pente maximale : 85 %
- pente minimale : 5 %
- dénivelé : 862 m

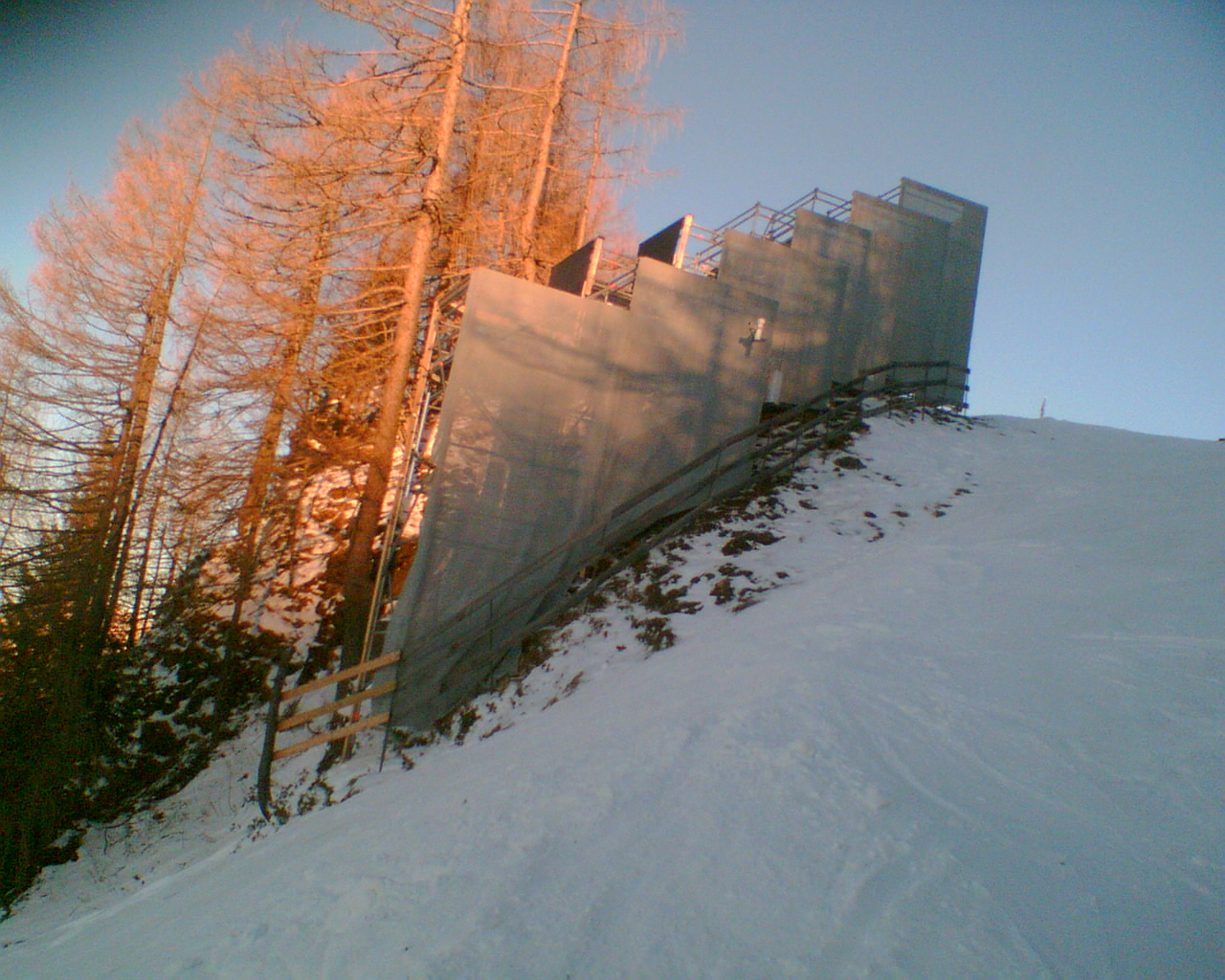
Haut de la Mausefalle.

La piste est divisée en portions portant chacun un nom : après seulement quelques secondes de course, la Mausefalle (« souricière » en allemand) est la partie la plus raide du parcours (plus de 85%) et constitue le premier saut, et le plus long, dont la réception se fait dans la compression terriblement éprouvante physiquement ; le Karusell est un exigeant virage à 180° qui précède le Steilhang (littéralement « la pente raide ») après lequel il faut s'engager sur un étroit chemin qui débouche sur le Brückenschuss et le Gschöss, une longue partie de glisse ; le parcours plonge ensuite dans l’Alte Schneise, une portion en dévers qui amène au Seidlalmsprung, un saut ; il faut ensuite enchaîner plusieurs virages difficiles avant et après le Lärchenschuss dans lequel il faut conserver une grande vitesse avant d'aborder l'Oberhausberg une portion tournante où la piste remonte un peu ; l’Hausbergkante est un nouveau saut, suivi par la Traverse (ou Hausberg Querfahrt), une portion en dévers qui amène au sommet du schuss final ; la dernière difficulté est le Zielsprung, un saut précédé par une compression qui peut projeter les coureurs en arrière s'il ne maintiennent pas une position compacte lors du saut.

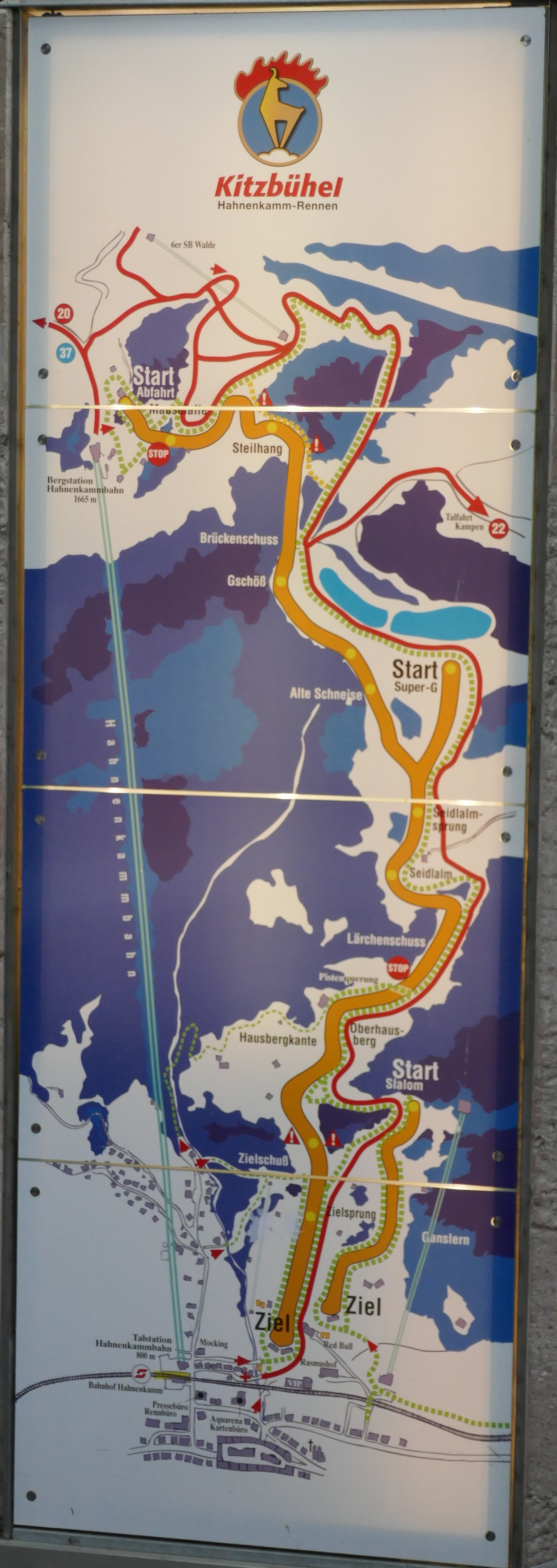
Plan de la Streif.

Le parcours a connu plusieurs modifications dans son histoire, comme la création du Seidlalmsprung en 1994, l'ajout progressif de quelques virages pour ralentir les coureurs avant quelques passages dangereux et le rabotage du Zielsprung où plusieurs skieurs se sont grièvement blessés (dont les Suisses Daniel Albrecht en 2009 et Urs Kryenbühl en 2021). En 2022, la trajectoire au niveau de l’Hausbergkante et la zone de réception du saut ont été modifiées pour obliger les skieurs à effectuer un virage plus important avant de s'engager dans la Traverse.

## Historique
Si les courses comptant pour la Coupe du monde ne s'y déroulent que depuis 1967, les Courses du Hahnenkamm (Hahnenkammrennen) y ont lieu depuis 1931. Elles comprennent à l'origine trois compétitions : descente, slalom et combiné. Si le combiné n'est plus organisé à partir de 2017, la descente et le slalom y sont toujours au programme de chaque année.
Les puristes distinguent volontiers aujourd'hui encore les courses qui font pleinement partie des prestigieuses Courses du Hahnenkamm et les courses supplémentaires (Zusatzrennen) comme les Super-G, les slaloms géants, les descentes courues sur un tracé raccourci et, de manière générale, les épreuves de Coupe du Monde qui sont rajoutées au programme traditionnel (notamment une deuxième descente ou les courses de remplacement qui ont dû être annulées ailleurs). A l'instar des Courses du Lauberhorn à Wengen, on parle ainsi souvent de la « vraie descente » pour désigner celle qui fait partie des Hahnenkammrennen et l'autre qui n'est qu'une épreuve de Coupe du monde.
C'est pourquoi on peut trouver des palmarès ne prenant en compte que les traditionnelles épreuves historiques depuis 1931, seulement celles comptant pour la Coupe du monde, seulement les courses disputées sur la Streif ou parfois toutes celles disputées à Kitzbühel, y compris sur d'autres pistes (comme c'est le cas pour le slalom).

### Les courses féminines
Jusqu'en 1961, des courses féminines étaient organisées sur la Streif, sur un tracé raccourci, mais il a ensuite été décidé de réserver cette piste aux hommes, d'autant plus avec la naissance de la Coupe du monde en 1967. Des descentes féminines étaient prévues en 1990 et 1998 mais toutes deux ont été annulées au dernier moment à cause du mauvais temps.
Lindsay Vonn a plusieurs fois émis le souhait de pouvoir s'aligner à Kitzbühel durant sa carrière, puis regretté après avoir pris sa retraite de ne jamais avoir pu le faire, se sentant « jalouse des hommes ». Ester Ledecká « adorerait » que les femmes puissent skier sur la Streif et déclare que « ce serait extrêmement difficile, mais je suis sûre que nous en sommes capables ». Ilka Štuhec imagine que « peut-être qu’un jour les filles skieront à Kitzbühel, mais ça m’étonnerait que je sois là pour le voir ». Quant à Sofia Goggia, elle réclame déjà qu’hommes et femmes s’entraînent désormais ensemble.

## Coupe du monde
Depuis la création de la Coupe du monde de ski alpin en 1967, Kitzbühel a accueilli la Coupe du monde chaque année (sauf en 1988 et 1993 où les épreuves ont été annulées faute de neige) sous forme de manche avec plusieurs épreuves. Elle reste « une étape obligée ». Les épreuves de la descente, du slalom géant et du Super-G se disputent sur la prestigieuse et mythique Streif. En revanche, le combiné se déroule sur une autre portion de la Streif appelée « Streif familiale », et ne se déroule pas intégralement sur la Streif. Le slalom se dispute lui sur une autre piste, le Ganslernhang (ou Ganslern), située juste à côté de la portion finale de la Streif.
Depuis des décennies, la Streif a vu passer les plus grands champions du circuit et est incontestablement parmi les plus grands « classiques » de la Coupe du monde de ski alpin.

### Records
- Le record de victoires dans la discipline de la descente sur la Streif est détenu par le Suisse Didier Cuche (1998, 2008, 2010, 2011 et 2012).
- Le record actuel de la piste, établi en 1997, appartient à l'Autrichien Fritz Strobl avec un temps de 1 minute 51 secondes et 58 centièmes.

- Hermann Maier a gagné une fois la descente, en 2001, mais il est surtout le recordman de victoires en Super-G avec cinq succès (2000, 2001, 2003, 2005, 2006) en huit participations.

- Par ailleurs, Marc Girardelli et Pirmin Zurbriggen détiennent tous les deux le record de victoires à Kitzbühel, totalisant 7 victoires chacun (1 descente, 3 slaloms et 3 combinés remportés par Girardelli et 3 descentes et 4 combinés gagnés par Zurbriggen). Juste derrière, on retrouve Hermann Maier (1 descente, 5 Super-G) et Didier Cuche (5 descentes, 1 Super-G), vainqueurs à six reprises sur la Streif.

- Seuls trois coureurs ont gagné la descente et le Super-G la même année : les Autrichiens Hermann Maier et Stephan Eberharter, en 2001 et 2002, et le Suisse Didier Cuche en 2010.
- 8 skieurs ont réussi à gagner deux descentes la même année : Karl Schranz (1972), Josef Walcher (1978), Pirmin Zurbriggen (1985), Peter Wirnsberger (1986), Franz Heinzer (1992), Luc Alphand (1995), Beat Feuz (2021) et Cyprien Sarrazin (2024).

### Anecdotes
Josef Ferstl, qui remporte le Super G de 2019, est le fils de Sepp Ferstl double vainqueur en descente (1978 et 1979).

### Chutes marquantes
Les chutes graves, ont toujours fait partie de l'histoire de la Streif et rappellent à chacun le danger permanent que représente cette piste.
- 1985 : l'Allemand Klaus Gattermann perd le contrôle lors du saut de la Hausbergkante : il est victime d'une fracture du nez et d'une grave commotion cérébrale.
- 1987 : le Canadien Todd Brooker, vainqueur de la Streif en 1983, chute à la sortie de la Traverse juste avant d'aborder le schuss final. Les images sont restées célèbres mais la vision de son corps dévalant la pente tel un pantin désarticulé avant de rester immobile en bordure de piste est effroyable. Il s'en sort avec une commotion cérébrale, une fracture du nez et diverses blessures au visage et au genou mais devra néanmoins prendre sa retraite en fin de saison[11].
- 1989 : un autre Canadien, Brian Stemmle, ne maîtrise pas suffisamment la sortie du Steilhang et termine dans les filets de sécurité. Son pronostic vital est engagé et il restera plusieurs jours en soins intensifs, trois mois hospitalisé et 18 mois en rééducation. Il remportera ensuite son procès contre les organisateurs, skiera à nouveau sur la Streif mais devra prendre sa retraite en 1999 à la suite d'une autre chute[12].
- 1991 : l'Américain Bill Hudson chute violemment dans la Mausefalle. Il souffre d'une fracture de l'omoplate, d'une vertèbre et du radius ainsi que de lésions pulmonaires.
- 1995 : lors de l'entraînement, l'Italien Pietro Vitalini rebondit à pleine vitesse dans le filets de sécurité au niveau de la Traverse et passe même par-dessus les protections avant de rouler dans la pente. Il s'en sort miraculeusement indemne, notamment grâce à l'épaisse couche de neige, et termine même 5ème de la seconde descente cette année-là [13]. La même année, l'Américain Chad Fleischer dévale le schuss final à pleine vitesse mais s'envole lors du saut d'arrivée et retombe brutalement sur le dos et la nuque. Il se relève pour saluer la foule mais il souffre de plusieurs déchirures au niveau du genou et de multiples fractures à la hanche et à la jambe. Sa carrière prendra fin à la suite d'une autre grave chute à Wengen en 2002[14].
- 1996 : plusieurs coureurs tombent à l'entraînement cette année-là, notamment Josef Ströbl et Lasse Kjus mais l'accident le plus grave est celui de l'Autrichien Andreas Schifferer, victime d'un traumatisme crânien et plongé dans le coma pendant trois jours après une terrible chute lors du saut final. Il remportera la Coupe du monde de descente deux ans plus tard.
- 1999 : Patrick Ortlieb, champion olympique 1992, champion du Monde 1996, vainqueur sur la Streif en 1994, se blesse à la hanche et au genou et souffre d'une fracture du fémur droit après avoir chuté à la Hausbergkante. Il doit mettre fin à sa carrière.
- 2004 : le Canadien Jeff Hume est victime d'une grave chute. Il souffre d'une commotion cérébrale, d'une contusion à la poitrine et de coupures et reste une nuit en observation à l'hôpital. Il devra mettre fin à sa carrière un an plus tard.
- 2005 : l’Autrichien Thomas Graggaber chute à l'entraînement et est victime de multiples fractures des côtes et des graves blessures à l'épaule et aux poumons, ce qui l'oblige à mettre immédiatement un terme à sa carrière.
- 2008 : l'Autrichien Andreas Buder s'est entre autres fracturé le plateau tibial droit lors d'une chute à l'entraînement à la réception du saut de l’Hausberkante. Malgré un arrêt de 6 mois, il ne parvient jamais à se remettre complètement de cette blessure et met fin à sa carrière en janvier 2011[15]. La même année, l'Américain Scott Macartney perd le contrôle lors du Zielsprung le jour de son trentième anniversaire et retombe lourdement sur le dos. Il souffre d'un traumatisme crânien qui nécessite de le plonger dans un coma artificiel. Ne souffrant d’aucune fracture, il se rétablit toutefois rapidement et quitte l'hôpital seulement trois jours après son accident[16].
- 2009 : sans doute l'une des chutes les plus marquantes sur la Streif. Lors du dernier entrainement, le Suisse Daniel Albrecht s'envole lors du saut final, bascule en arrière et retombe brutalement sur sa nuque avant de rester inconscient sur la piste à quelques mètres de la ligne d'arrivée. Souffrant d'un grave traumatisme crânio-cérébral, d'une importante hémorragie cérébrale et de contusions pulmonaires, il ne sort du coma que près de quatre semaines plus tard, considéré comme un véritable miraculé. Grand espoir du ski suisse, champion du monde du combiné et vice-champion du monde de géant en 2007, il effectue son retour à la compétition en décembre 2010 sans jamais retrouver son niveau d'avant et décide de mettre un terme à sa carrière en octobre 2013[17].
- 2011 : probablement la chute la plus grave de ces dernières années. Pendant l’entraînement, l'Autrichien Hans Grugger perd le contrôle à la Mausefalle, sa tête heurte violemment la piste dans sa chute et il reste inconscient au sol. Souffrant de graves blessures à la tête et à la poitrine, de côtes cassées et d'un poumon meurtri, il est placé dans un coma artificiel avant d'être opéré d'urgence pendant plus de cinq heures et demie. Le pronostic vital est gravement engagé. Conservant d'importantes séquelles de cet accident, il doit mettre fin à sa carrière le 24 avril 2012[18]. La même année, un autre Autrichien, Siegmar Klotz, s’envole de manière spectaculaire à l’entrée de la Traverse après l’Hausbergkante, retombe sur le dos, glisse dans les filets de sécurité, avant d'être évacué par hélicoptère [19].
- 2015 : le Suisse Marc Gisin chute à la Hausbergkante lors du Super G et roule plusieurs fois sur lui-même. Il souffre d'un traumatisme crânien et de blessures à la poitrine et doit mettre un terme à sa saison. En décembre 2018, il sera victime d'une chute encore plus violente lors de la descente de Val Gardena, dont il ne se remettra jamais, l'incitant à prendre une retraite prématurée.
- 2016 : le Norvégien Aksel Lund Svindal, qui avait remporté le Super G la veille, chute juste après l’Hausbergkante, se retrouve projeté dans les filets de sécurité et se déchire les ligaments croisés et est touché également au ménisque. Sa saison s'arrête là et cette chute marque également la fin de sa grande époque en Coupe du monde, même s'il revient sur la Streif pour y remporter encore un Super G deux ans plus tard, mais il est champion olympique en 2018 et vice-champion du monde en 2019[20]. La même année, l'Autrichien Georg Streitberger chute également, avec exactement les mêmes conséquences sur son intégrité physique, et prend sa retraite peu après. Toujours en 2016, l'Autrichien Hannes Reichelt chute également lourdement mais sans se blesser sérieusement. La course sera cette année-là finalement interrompue après le 30e coureur en raison d'une mauvaise visibilité.
- 2017 : au moment d'aborder le schuss final avec 72 centièmes d'avance sur Dominik Paris, le Suisse Beat Feuz chute dans la Traverse alors que la victoire semblait lui tendre les bras. Il finit dans les filets mais sans se faire mal. La même année mais lors de l'entraînement, l'Autrichien Florian Scheiber chute dans la Hausbergkante et se retrouve dans les filets. Il souffre d'une déchirure du ligament croisé et du ménisque du genou droit.
- 2018 : chutes pour l'Italien Christof Innerhofer (qui a déjà connu la chute à Wengen cette année-là), l'Américain Jared Goldberg et le Français Johan Clarey. Les trois skieurs s'en tirent sans blessures mais la cabriole du Français, qui n'est stoppé que par le deuxième rideau de sécurité, est la plus spectaculaire.
- 2019 : Alexander Köll, autrichien courant pour la Suède (le pays de sa mère), s’envole à la sortie de la Traverse, retombe lourdement et termine violemment dans les filets de protection. Rapidement héliporté vers l'hôpital, il souffre de graves contusions mais d'aucune fracture ou lésion articulaire. Il s'en sort bien.
- 2021 : le Suisse Urs Kryenbühl est victime d'une effroyable chute en basculant vers l'avant à plus de 145 km/h pendant le Zielsprung et retombant très violemment face contre le sol. Après être resté longtemps allongé juste devant la ligne d'arrivée, il est finalement évacué en hélicoptère. Il souffre d'une commotion cérébrale, d'une fracture de la clavicule droite, de déchirures du ligament croisé et du ligament interne du genou droit. Une opération n'est étonnement pas jugée nécessaire mais sa carrière prometteuse connait un net coup d'arrêt depuis[21]. La même année, l'Américain Ryan Cochran-Siegle est victime d'une chute, également impressionnante, dans l'entrée de la Traverse et franchit en partie les filets de sécurité. Il est rapidement évacué en hélicoptère[22]. Ces deux chutes ont incité plusieurs skieurs de la Coupe du monde à s'insurger contre les risques qui leur sont imposés par les organisateurs. Le danger étant représenté à cette occasion non seulement par le vent violent mais surtout le Zielsprung qui envoie les coureurs à une distance de plus de 80 mètres à une vitesse de presque 150 km/h.

### Vainqueurs

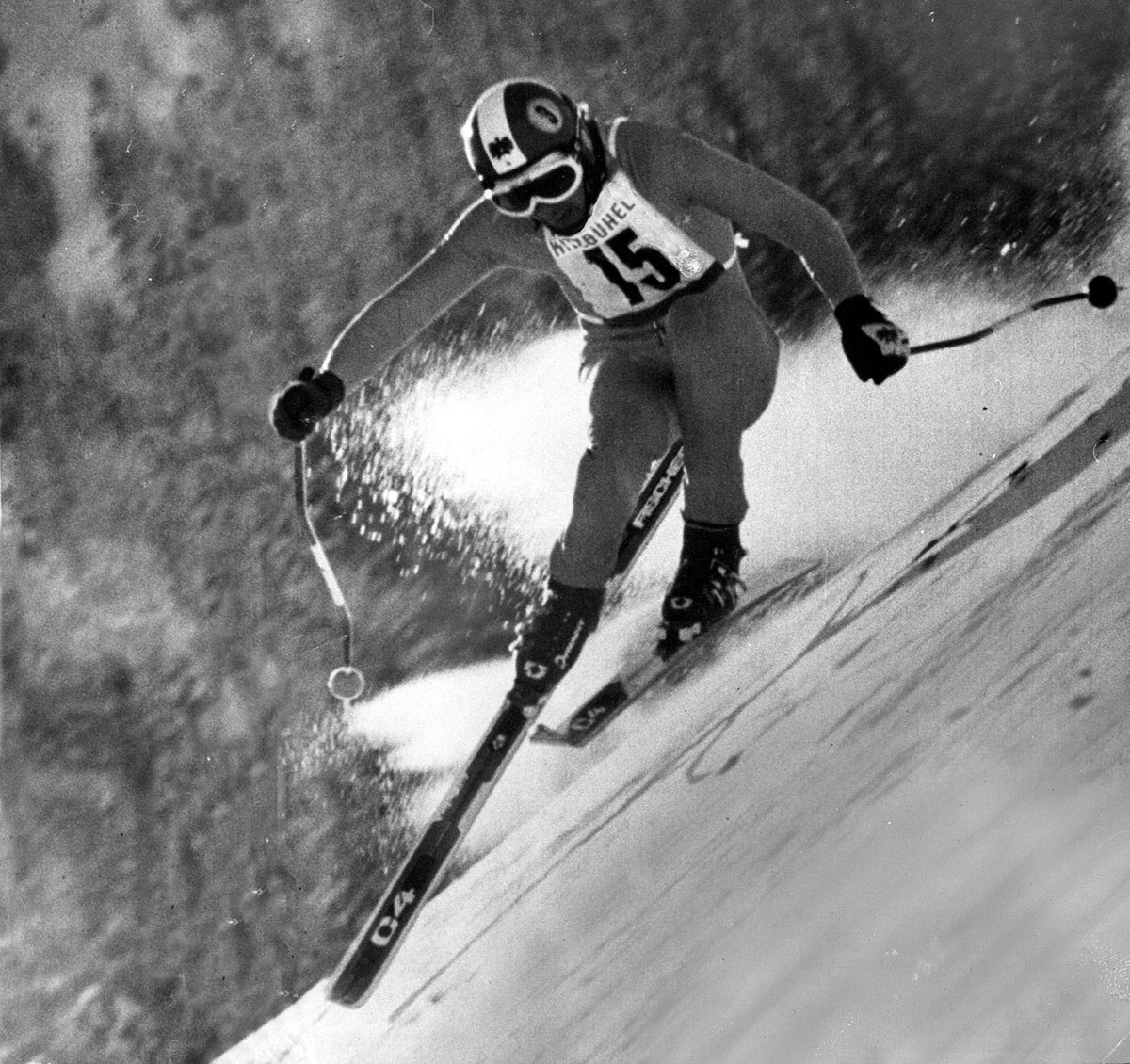
Franz Klammer sur la Streif en 1976.

| Année | Discipline    | Vainqueur                 |
| ----- | ------------- | ------------------------- |
| 1967  | Descente      | Jean-Claude Killy         |
| 1968  | Descente      | Gerhard Nenning           |
| 1969  | Descente      | Karl Schranz              |
| 1970  | Slalom géant  | Dumeng Giovanoli          |
| 1972  | Descente I    | Karl Schranz              |
| 1972  | Descente II   | Karl Schranz              |
| 1973  | Descente      | Roland Collombin          |
| 1974  | Descente      | Roland Collombin          |
| 1975  | Descente      | Franz Klammer             |
| 1976  | Descente      | Franz Klammer             |
| 1977  | Descente      | Franz Klammer             |
| 1978  | Descente I    | Josef Walcher             |
| 1978  | Descente II   | Josef Walcher Sepp Ferstl |
| 1979  | Descente      | Sepp Ferstl               |
| 1980  | Descente      | Ken Read                  |
| 1981  | Descente      | Steve Podborski           |
| 1982  | Descente I    | Harti Weirather           |
| 1982  | Descente II   | Steve Podborski           |
| 1983  | Descente I    | Bruno Kernen              |
| 1983  | Descente II   | Todd Brooker              |
| 1984  | Descente      | Franz Klammer             |
| 1985  | Descente I    | Pirmin Zurbriggen         |
| 1985  | Descente II   | Pirmin Zurbriggen         |
| 1986  | Descente I    | Peter Wirnsberger         |
| 1986  | Descente II   | Peter Wirnsberger         |
| 1987  | Descente      | Pirmin Zurbriggen         |
| 1989  | Descente I    | Marc Girardelli           |
| 1989  | Descente II   | Daniel Mahrer             |
| 1990  | Descente      | Atle Skaardal             |
| 1991  | Descente      | Franz Heinzer             |
| 1992  | Descente I    | Franz Heinzer             |
| 1992  | Descente II   | Franz Heinzer             |
| 1994  | Descente      | Patrick Ortlieb           |
| 1995  | Descente I    | Luc Alphand               |
| 1995  | Descente II   | Luc Alphand               |
| 1995  | Super-G       | Günther Mader             |
| 1996  | Descente      | Günther Mader             |
| 1997  | Descente I    | Luc Alphand               |
| 1997  | Descente II   | Fritz Strobl              |
| 1998  | Descente I    | Didier Cuche              |
| 1998  | Descente II   | Kristian Ghedina          |
| 1999  | Descente I    | Lasse Kjus                |
| 1999  | Descente II   | Hans Knauss               |
| 2000  | Super-G       | Hermann Maier             |
| 2000  | Descente      | Fritz Strobl              |
| 2001  | Super-G       | Hermann Maier             |
| 2001  | Descente      | Hermann Maier             |
| 2002  | Super-G       | Stephan Eberharter        |
| 2002  | Descente      | Stephan Eberharter        |
| 2003  | Descente      | Daron Rahlves             |
| 2003  | Super-G       | Hermann Maier             |
| 2004  | Descente I    | Lasse Kjus                |
| 2004  | Super-G       | Daron Rahlves             |
| 2004  | Descente II   | Stephan Eberharter        |
| 2005  | Super-G       | Hermann Maier             |
| 2006  | Super-G       | Hermann Maier             |
| 2006  | Descente      | Michael Walchhofer        |
| 2008  | Super-G       | Marco Büchel              |
| 2008  | Descente      | Didier Cuche              |
| 2009  | Super-G       | Klaus Kröll               |
| 2009  | Descente      | Didier Defago             |
| 2010  | Super-G       | Didier Cuche              |
| 2010  | Descente      | Didier Cuche              |
| 2010  | Combiné       | Ivica Kostelić            |
| 2011  | Super-G       | Ivica Kostelić            |
| 2011  | Descente      | Didier Cuche              |
| 2011  | Combiné       | Ivica Kostelić            |
| 2012  | Descente      | Didier Cuche              |
| 2012  | Combiné       | Ivica Kostelić            |
| 2013  | Descente      | Dominik Paris             |
| 2013  | Super-G       | Aksel Lund Svindal        |
| 2013  | Combiné       | Ivica Kostelić            |
| 2014  | Super Combiné | Alexis Pinturault         |
| 2014  | Super-G       | Didier Défago             |
| 2014  | Descente      | Hannes Reichelt           |
| 2015  | Super Combiné | Alexis Pinturault         |
| 2015  | Super-G       | Dominik Paris             |
| 2015  | Descente      | Kjetil Jansrud            |
| 2016  | Super-G       | Aksel Lund Svindal        |
| 2016  | Super Combiné | Alexis Pinturault         |
| 2016  | Descente      | Peter Fill                |
| 2017  | Super-G       | Matthias Mayer            |
| 2017  | Descente      | Dominik Paris             |
| 2018  | Super-G       | Aksel Lund Svindal        |
| 2018  | Descente      | Thomas Dreßen             |
| 2019  | Super-G       | Josef Ferstl              |
| 2019  | Descente      | Dominik Paris             |
| 2020  | Super-G       | Kjetil Jansrud            |
| 2020  | Descente      | Matthias Mayer            |
| 2021  | Descente I    | Beat Feuz                 |
| 2021  | Descente II   | Beat Feuz                 |
| 2022  | Descente I    | Aleksander Aamodt Kilde   |
| 2022  | Descente II   | Beat Feuz                 |
| 2023  | Descente I    | Vincent Kriechmayr        |
| 2023  | Descente II   | Aleksander Aamodt Kilde   |
| 2024  | Descente I    | Cyprien Sarrazin          |
| 2024  | Descente II   | Cyprien Sarrazin          |
| 2025  | Super-G       | Marco Odermatt            |
| 2025  | Descente      | James Crawford (ski)      |

### Presse
- Nicolas Stiel, « La descente de la Streif : show devant ! », Challenges, no 505,‎ 19 janvier 2017, p. 70 à 72 (ISSN 0751-4417).
- [vidéo] Épisode La Streif : entre peur et respect de la série Au cœur du sport, d'une durée de 25 min 23 s. Diffusé pour la première fois le 19 janvier 2019 sur le réseau Radio Télévision suisse. Autres crédits : Stéphane Rinaldi. Visionner l'épisode en ligne